# Ikujiro Nonaka
Ikujiro Nonaka (野中 郁次郎, Nonaka Ikujirō, 10 de mayo de 1935-25 de enero de 2025) fue un teórico organizacional japonés y profesor de la Escuela de Graduados en Estrategia Corporativa Internacional de la Universidad Hitotsubashi, mejor conocido por su estudio de la Gestión del Conocimiento.

## Biografía
Nonaka nació en Tokio en 1935 y de niño experimentó la Segunda Guerra Mundial. Su espíritu nacionalista le llevó a creer que Japón debería adaptar sus capacidades tecnológicas y organizativas. En 1958 Nonaka recibió su licenciatura en ciencias políticas de la Universidad de Waseda.
En 1967 Nonaka se mudó a Estados Unidos, donde en 1968 obtuvo un MBA y en 1972 un doctorado en administración de empresas, ambos en la Universidad de California, Berkeley.
Nonaka fue el primer becario Drucker distinguido residente en la Escuela e Instituto Drucker de la Universidad de Graduados de Claremont; Becario Distinguido de la Facultad de Xerox, Instituto de Gestión, Innovación y Organización, UC Berkeley. De regreso a Japón se convirtió en profesor de la Escuela de Graduados en Estrategia Corporativa Internacional de la Universidad Hitotsubashi.

### Trabajo
Nonaka coescribió varios artículos notables con Hirotaka Takeuchi , un colega de la Universidad Hitotsubashi, entre ellos:
El artículo The New New Product Development Game, en el que enfatizaban la velocidad y flexibilidad para el desarrollo de nuevos productos. Este artículo se considera una de las raíces del marco Scrum, una de las técnicas de desarrollo de software más utilizadas.
A inicios de la década de los noventa, colaboró con Hirokata Takeuchi nuevamente en la obra llamada “La organización creadora de conocimiento”, la cual explica cómo las compañías japonesas construyen y crean sus procesos de conocimiento organizacional, siendo la base de su éxito. En esta investigación los dos autores proponen un modelo para la conversión del conocimiento el cual se basa en la diversa transformación de los conocimientos, y los clasifica en tácitos y explícitos.

### Aportación principal. Modelo SECI
El modelo SECI representa las cuatro dimensiones del conocimiento, que son: socialización (S), externalización (E), combinación (C) e internalización (I). Estas dimensiones describen los procesos de intercambio y transformación del conocimiento tácito y explícito dentro de una organización. Cada una de estas dimensiones tiene un papel específico en la creación y transferencia de conocimiento:
SocializaciónDe tácito a tácito
La socialización es un proceso que implica compartir experiencias y, en consecuencia, crear conocimiento tácito, como modelos mentales compartidos y habilidades técnicas. Un individuo puede adquirir conocimiento tácito directamente de otros sin utilizar el lenguaje.
Los aprendices trabajan con sus maestros y aprenden un oficio a través de la observación, imitación y práctica, en lugar de depender únicamente del lenguaje. En el ámbito empresarial, la capacitación en el trabajo utiliza el mismo principio, basándose en la experiencia. 
La clave para obtener conocimiento tácito es la experiencia, ya que sin ella es extremadamente difícil proyectarse a sí misma al interior del proceso de pensamiento de otra persona. A menudo, la transferencia de información tiene poco sentido si se abstrae de las emociones asociadas y de los contextos específicos en los que las experiencias compartidas se encuentran. 
ExteriorizaciónDe tácito a explícito
La exteriorización  es un concepto que va del conocimiento tácito al conocimiento explícito, el cual no es otra cosa que la creación del conocimiento en diversas formas como por ejemplo: metáforas, conceptos, hipótesis, analogías, etc.
Un método para la creación de conceptos es la combinación de la deducción e inducción, por lo que el primero se apoya en premisas generales para llegar a deducciones particulares, mientras que el segundo se basa en premisas particulares para llegar a conclusiones generales.
De acuerdo a su obra Nonaka y Takeuchi (1999), la exteriorización es la principal forma de conversión de conocimiento debido a que es la clave para la creación de conocimiento, porque crea nuevos conceptos a partir del conocimiento tácito.
CombinaciónDe explícito a explícito
La combinación de conocimientos se refiere al proceso de sistematizar conceptos, lo que permite crear un sistema de conocimiento. Este proceso implica la unión de diferentes cuerpos de conocimiento explícito.
Individuos intercambian y combinan conocimientos a través de diversos medios, como documentos, reuniones, llamadas telefónicas, entre otros.
La reconfiguración de la información existente ocurre cuando se realiza la clasificación, agregando, combinando y categorizando el conocimiento explícito (por ejemplo, la creación de bases de datos). Esto puede conducir a un nuevo conocimiento.
En un ámbito empresarial, la combinación se lleva a cabo cuando los conceptos de un rango medio (conceptos de un producto) se combinan con conceptos de gran envergadura (visión corporativa). Estos conceptos adquieren un nuevo significado en el proceso.
InteriorizaciónDe explícito a tácito
También conocido como “interiorización”, se vincula directamente con el aprendizaje organizacional, pues convierte el conocimiento explícito en tácito a través de mecanismos como experiencias, know-how técnico o estrategias “aprender haciendo”. Para este fin, se hace uso de documentos, manuales o verbalización que permitan la transferencia de conocimiento a otras personas y experimentar las vivencias de otros.
Esta fase también es responsable de impulsar la “espiral de conocimiento” al socializarse. Cuando el modelo mental es compartido por la mayoría de los miembros de la organización se vuelve parte de la cultura organizacional